# Autovía A-83
Die Autovía A-83 oder Autovía Huelva–Zafra ist eine Autobahn in Spanien. Die Autobahn beginnt in Huelva und endet in Zafra. Diese Autobahn ist in einem Abschnitt (Huelva–San Juan del Puerto, 7 km) in Betrieb seit 1981, von San Juan del Puerto bis Trigueros (16 km) im Bau, ansonsten ist sie in verschiedenen Planungsstadien (Stand Juli 2017).

## Abschnitte
| Position | Kurzbezeichnung des Abschnitts | Abschnitt                                                                                | km | Eröffnung  |
| -------- | ------------------------------ | ---------------------------------------------------------------------------------------- | -- | ---------- |
| 1        | H-31 A-49                      | Huelva-San Juan del Puerto                                                               | 7  | 1981       |
| 2        |                                | San Juan del Puerto-Trigueros                                                            | 16 | in Bau     |
| 3        |                                | Trigueros-Valverde del Camino                                                            | ?  | in Planung |
| 4        |                                | Valverde del Camino-Zalamea La Real                                                      | ?  | in Planung |
| 5        |                                | Zalamea La Real-Jabugo (Kreuzung mit N-433)                                              | ?  | in Planung |
| 6        |                                | Jabugo (Kreutung mit N-433)-Fregenal de la Sierra                                        | ?  | in Planung |
| 7        |                                | Fregenal de la Sierra-Valverde de Burguillos (EX-101)                                    | ?  | in Planung |
| 8        |                                | Valverde de Burguillos (EX-101) -Los Santos de Malmona (Zafra, Kreuzung EX-101 mit A-66) | ?  | in Planung |

## Größere Städte an der Autobahn
- Huelva
- Zafra